# Ricardo Souza Silva
Ricardo Souza Silva (nacido el 26 de noviembre de 1975) es un futbolista brasileño que se desempeña como centrocampista.
Jugó para clubes como el Nagoya Grampus Eight, Bellmare Hiratsuka, São Paulo, Kawasaki Frontale, Coritiba, Joinville, Nacional, Fortaleza, Portimonense, Paulista, Internacional, Palmeiras, Botafogo, Vitória y Sport Recife.

## Trayectoria

### Clubes
| Club                 | País     | Año         |
| -------------------- | -------- | ----------- |
| Nacional             | Brasil   | 1996        |
| Nagoya Grampus Eight | Japón    | 1997        |
| Bellmare Hiratsuka   | Japón    | 1998 - 1999 |
| São Paulo            | Brasil   | 1999 - 2000 |
| Kawasaki Frontale    | Japón    | 2000 - 2001 |
| Coritiba             | Brasil   | 2001        |
| Joinville            | Brasil   | 2002        |
| Nacional             | Portugal | 2003        |
| Fortaleza            | Brasil   | 2003        |
| Portimonense         | Portugal | 2003        |
| Paulista             | Brasil   | 2004 - 2005 |
| Internacional        | Brasil   | 2005        |
| Palmeiras            | Brasil   | 2006        |
| Internacional        | Brasil   | 2006        |
| Botafogo             | Brasil   | 2007        |
| Coritiba             | Brasil   | 2007        |
| Paulista             | Brasil   | 2007 - 2008 |
| Vitória              | Brasil   | 2008        |
| Guaratinguetá        | Brasil   | 2008 - 2009 |
| Avaí                 | Brasil   | 2009        |
| Vila Nova            | Brasil   | 2009        |
| Sport Recife         | Brasil   | 2010        |
| Brasil               | Brasil   | 2010        |
| Bangu                | Brasil   | 2011 - 2012 |
| Independente         | Brasil   | 2012        |
| Água Santa           | Brasil   | 2013 - 2004 |
| Nacional             | Brasil   | 2015        |
| Portuguesa Santista  | Brasil   | 2016 -      |